# مستحريات مكورة
المستحريات المكورة (الاسم العلمي: Thermococcales) هي رتبة من العتائق تتبع طائفة المستحراوات المكورة من شعبة العتائق العريضة.

## فصائل
- مستحرات مكورة